# Miran Kabe
Miran Kabe (japanisch 加部 未蘭 Kabe Miran; * 17. Juni 1992 in Kodaira) ist ein ehemaliger japanischer Fußballspieler.

## Karriere
Kabe erlernte das Fußballspielen in der Schulmannschaft der Yamanashi Gakuin University High School. Seinen ersten Vertrag unterschrieb er 2011 bei Ventforet Kofu. Der Verein spielte in der höchsten Liga des Landes, der J1 League. 2012 wechselte er zum Zweitligisten Giravanz Kitakyushu. Für den Verein absolvierte er zwei Ligaspiele. Ende 2012 beendete er seine Karriere als Fußballspieler.